# William Inge

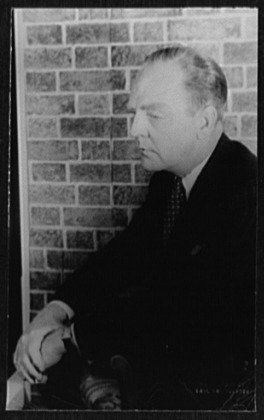
William Inge, 4. September 1954
Fotografie von Carl Van Vechten, aus der Van Vechten Collection der Library of Congress

William Motter Inge (* 3. Mai 1913 in Independence, Kansas; † 10. Juni 1973 in Hollywood Hills) war ein US-amerikanischer Dramatiker und Schriftsteller. In seinen Werken setzte sich Inge vor allem mit der Gesellschaft in den ländlichen Gegenden der Vereinigten Staaten anhand von damals teils kontroversen Themen wie Einsamkeit, Rassismus, Sexualität und öffentlicher Moral auseinander. Für sein später verfilmtes Theaterstück Picnic erhielt er den Pulitzer-Preis, für sein Drehbuch zu Fieber im Blut den Oscar.

## Leben
William Inge wuchs in der Kleinstadt Independence, Kansas, auf und brachte später auch die prägenden Jahre des Kleinstadtlebens in seine Stücke ein.
Inge studierte an der University of Kansas und schloss das Studium 1935 mit dem Bachelor of Arts Degree for Speech and Drama ab.
Nach diversen Jobs holte er 1943 seinen Master of Arts Degree am George Peabody College for Teachers nach. Anschließend erhielt er eine Stelle als Theater- und Musikkritiker bei der St. Louis Times. Dort traf er auch zum ersten Mal auf Tennessee Williams, der Inge an der Produktion Die Glasmenagerie beteiligte.
Von der Arbeit Williams beflügelt, schrieb er sein erstes eigenes Stück Farther Off from Heaven (1947), das von Williams sofort zur Aufführung empfohlen wurde. Das Stück wurde dann in Dallas von Margo Jones produziert. Mit seinem nächsten Stück Come back, little Sheba (1950) wurde Inge als „vielversprechendster Schriftsteller der Broadway Saison 1950“ ausgezeichnet. Sein nächster Erfolg war Picnic (1952), der ihm u. a. den Theater-Pulitzer-Preis 1953 einbrachte. Als Nächstes schrieb Inge Bus Stop (1955), das später mit Marilyn Monroe verfilmt wurde und eines seiner bekanntesten Werke werden sollte. Zwei Jahre später The Dark at the Top of the Stairs (1957), eine Umbearbeitung seines ersten Stücks, das am Broadway Premiere feierte. 
In den 1950er-Jahren wurde er teilweise als zweiter Tennessee Williams gefeiert. Inges späteren Werke wurden jedoch diesem Ruf nicht mehr gerecht. Hierzu gehören The Dark at the Top of the Stairs, A Loss of Roses (1960), Natural Affection (1963), Where's Daddy? (1966) und The Last Pad (1970). Die einzige Ausnahme dieser Reihe von Misserfolgen war sein Drehbuch für das Drama Fieber im Blut (1961), das ihm den Oscar für das beste Original-Drehbuch einbrachte. Die Regie führte Elia Kazan, der mit ihm eng befreundet war, und die Hauptrollen spielten Natalie Wood und Warren Beatty. Zuletzt verfasste Inge zwei Romane, die in den Jahren 1970 und 1971 erschienen.
Inge war homosexuell zu einer Zeit, als dies in den weiten Teilen der USA strafbar war, und hatte mit diesem „Anderssein“ zu kämpfen, was sich auch in den Außenseiterfiguren seiner Werke niederschlägt. Er litt über weite Strecken seines Lebens unter Depressionen, die sich mit dem Nachlassen seines Erfolges als Dramatiker in den 1960er-Jahren noch verstärkten. Zuletzt lebte er mit seiner Schwester in einem Haus in den Hollywood Hills. Am 10. Juni 1973 beging der 60-jährige Inge in seiner Autogarage Suizid durch Kohlenmonoxidvergiftung.
Anfang der 2000er Jahre erlebten William Inges Stücke eine Wiederbelebung auch in Deutschland. Davon zeugen v. a. die Inszenierungen von Bus Stop der Neuen Bühne Darmstadt unter der Regie von Renate Renken (2001) und die viel beachtete Produktion der theatergruppe lila aus Ansbach unter der Regie von Thorsten Siebenhaar (2006).

## Bibliografie (Auswahl)
Längere Theaterstücke
- 1950: Come Back, Little Sheba
- 1953: Picnic
- 1955: Bus Stop
- 1957: The Dark at the Top of the Stairs
- 1959: A Loss of Roses
- 1962: Summer Brave
- 1963: Natural Affection
- 1966: Where's Daddy?
- 1973: The Last Pad
- Off the Main Road (lange nicht öffentlich, erst posthum aufgeführt)[2]

Zudem verfasste Inge eine längere Reihe an kurzen Theaterstücken wie Einaktern.
Romane
- 1970: Good Luck, Miss Wyckoff
- 1971: My Son Is a Splendid Driver

## Filmografie (Auswahl)
Literarische Vorlage:
- 1952: Kehr zurück, kleine Sheba (Come Back, Little Sheba) – Regie: Daniel Mann
- 1955: Picknick (Picnic) – Regie: Joshua Logan
- 1956: Bus Stop – Regie: Joshua Logan
- 1960: Das Dunkel am Ende der Treppe (The Dark at the Top of the Stairs) – Regie: Delbert Mann
- 1963: Die verlorene Rose (The Stripper) – Regie: Franklin J. Schaffner – nach dem Bühnenstück A Loss of Roses
- 1965: Widersteh, wenn Du kannst (Bus Riley’s Back in Town) – Regie: Harvey Hart
- 1979: Good Luck, Miss Wyckoff – Regie: Marvin J. Chomsky
- 1981: Träume zerrinnen wie Sand (Splendor in the Grass) – Regie: Richard C. Sarafian
- 2000: Picknick (Picnic) – Regie: Ivan Passer

Drehbuch:
- 1961: Fieber im Blut (Splendor in the Grass) – Regie: Elia Kazan
- 1962: Mein Bruder, ein Lump (All Fall Down, nach einem Roman von James Leo Herlihy) – Regie: John Frankenheimer

## Bibliografie
- Good Luck, Miss Wyckoff (geschrieben 1970), deutsch: Viel Glück, Miss Wyckoff. Roman, Übers. Walter Hasenklever, Ullstein, Frankfurt/Berlin/Wien 1978, ISBN 978-3-548-03421-8.
- My Son is a Splendid Driver (geschrieben 1971), deutsch: Mein Sohn fährt so fabelhaft Auto. Roman, Übers. Luise Wasserthal-Zuccari, Fischer, Frankfurt am Main 1975, ISBN 978-3-436-02050-7.